# Lijst van provinciedomeinen in Limburg (België)
De provincie Limburg telt drie provinciedomeinen, dit zijn natuur- en recreatiegebieden die door de provincie worden beheerd.
| Provinciedomein | Gemeente                      |
| --------------- | ----------------------------- |
| Bokrijk         | Genk                          |
| Dommelhof       | Pelt                          |
| Nieuwenhoven    | Sint-Truiden en Nieuwerkerken |

Antwerpen · Limburg · Oost-Vlaanderen · Vlaams-Brabant · West-Vlaanderen